# Bowes Museum
Bowes Museum – muzeum sztuki znajdujące się w Barnard Castle, w hrabstwie Durham, w Anglii.
W kolekcji muzeum znajdują się dzieła El Greca, Goi, Pittoniego, Canaletta, Fragonarda i Bouchera oraz bogatą kolekcję sztuki zdobniczej, ceramiki, tkanin, tkanin dekoracyjnych, zegarów i kostiumów, a także starsze przedmioty z lokalnej historii.

## Historia muzeum
Bowes Museum zostało specjalnie zaprojektowane jako publiczna galeria sztuki publicznej i ufundowane przez Johna Bowesa i jego żonę Josephine Chevalier, hrabinę Montalbo. Muzeum zostało otwarte w 1892 roku.
Za projekt budynku odpowiedzialnych było dwóch architektów; francuski architekt Jules Pellechet i Jan Edward Watson z Newcastle. Budowa została rozpoczęta w 1869 roku i miała kosztować 100,000 funtów (10.080.000 funtów w przeliczeniu na wartość z 2012 roku. Bowes i jego żona przeznaczyli na jej cel kwotę 125.000 funtów i kolekcję 800 obrazów.
W 2005 roku przebudowano muzeum przystosowując je dla potrzeb komercyjnych; wygospodarowano pomieszczenia handlowe, kawiarnię, toalety oraz galerie handlowe gdzie można zakupić wyroby ze srebra i złota oraz wyroby sztuki angielskiej ubrania czy elementy ubioru związanych z lokalną historią.